# Геркулес (межорбитальный буксир)
Геркулес — межорбитальный буксир, разрабатывавшийся «РКК Энергия». Должен был выводиться на орбиту в 200 км кораблем «Буран» или ракетой-носителем «Протон». Проект лёг в основу Транспортно-энергетического модуля.

## История
Проект межорбитального буксира Геркулес («17Ф11») был разработан в 1978 году РКК Энергией. В 1986 году было разработано техническое решение по ЯЭРД для межорбитального буксира с массой ЯЭУ в 6900 кг, при длине 14,6 м и максимальном диаметре 3,8 м, способной вырабатывать энергию мощностью 600 кВт. С использованием литий-ниобиевой технологии. Буксир имел ЭРДУ с ксеноном в качестве рабочего тела, удельным импульсом 3000 с и тягой 2,6 кгс. Ресурс ЯЭУ и ЭРДУ составлял 16000 ч. Сухая масса тягача составляла 15700 кг. Буксир мог работать в режиме пониженной мощности на уровне 50—150 кВт в течение 3—5 лет. В качестве носителя решили применить изотоп литий-7, в качестве материала реактора и системы охлаждения — ниобиевый сплав НбЦУ (ниобий-цирконий 1 % — углерод 0,1 %).